# Prîhirea, Vîsokopillea
Prîhirea (în ucraineană Пригір'я) este localitatea de reședință a comunei Prîhirea din raionul Vîsokopillea, regiunea Herson, Ucraina.

## Demografie
Componența lingvistică a localității Prîhirea
     Ucraineană (98,46%)
     Rusă (1,54%)
Conform recensământului din 2001, majoritatea populației localității Prîhirea era vorbitoare de ucraineană (98,46%), existând în minoritate și vorbitori de rusă (1,54%).